# Qasida
La qasida (en arabe : قصيدة) ou qaside (en persan : قصیده) — au pluriel : des qaça'id —, est une forme poétique originaire de l'Arabie préislamique. Il s'agit typiquement d'une ode non-strophique, monomètre et monorime, d'une longueur minimum de 7 vers mais variant généralement entre 50 et 100 vers. La qasida intégra la littérature persane, où elle constitue surtout un poème lyrique laudatif adressé au prince.
Théorisée au IXe siècle, elle forme un corpus clos, dont l'authenticité est mis en doute.

## La qasida arabe
Le terme qasida provient de la racine kasada, signifiant « viser », en lien avec la fonction première de celle-ci, c'est-à-dire faire l'éloge d'une tribu et dénigrer ses opposants. Ce terme pourrait aussi venir du verbe qasada, « aller, se rendre ». Ce nom est parfois donné à la satire poétique, même si elle ne possède pas toutes ses caractéristiques formelles.

### Origines
Des poèmes préislamiques sont connus. Ainsi, l'Hymne de Qâniya, hymne sudarabique, a été découvert au Yémen en 1973. Il est daté du Ier au IIIe siècle, monorime et peut-être monomètre. S'il n'est pas « à proprement parler l'ancêtre de la qasida », il témoigne en tout cas d'une activité poétique dans la péninsule arabique, trois à cinq siècles avant l'islam. Il est le premier exemple de poème à vers monorimes.
Trois phases dans l'élaboration du corpus de la poésie préislamique peuvent être identifiées : la première est celle de la création et de la transmission orale des poésies, la seconde est celle de l'oralité mixte à l'époque omeyyades (avec épuration des textes, multiplication des apocryphes...) et, enfin, la consignation écrite à l'époque abbasside. Les études considère qu'elle date du Ve – VIe siècle.
La qasida fait l'objet d'une théorisation au IXe siècle par Ibn Qoutayba. Celle-ci et les genres qui lui sont associés deviendront le modèle de la poésie classique et l'emblème de l'héritage bédouin dans la littérature arabe. Sa forme classique est celle pré-islamique, ou en tout cas archaïque, des poèmes collectés durant le premier siècle de l'islam, qui leur a peut-être aussi donné leur forme. L'islam est né dans un monde donnant une forte importance à la poésie.

### La question de l'authenticité
Les incertitudes autour de la collecte de ces poésies ont fait que les attributions « doivent être fortement considérées avec prudence ». Les années 1920 ont vu l'apparition d'une mise en doute de l'authenticité de la poésie préislamique. Langhlade fait remonter cette question de l'authenticité de la littérature préislamique à Nöldeke (1864). La littérature sur la question de l'authenticité de cette littérature est « abondante ». Pour l'auteur, « cette activité littéraire ne nous a pas été conservée dans des documents antérieurs à l'Islam ».
Ces textes posent deux problèmes : « d'un côté, l'absence d'une langue arabe écrite et donc l'importance de la transmission orale dans la production poétique ; de l'autre, le regroupement et la transmission de la majeure partie du corpus poétique préislamique par un certain Hammâd al-Râwiya qui, semblait-il, maîtrisait l'art de fabriquer des apocryphes. ». La question de l'authenticité de la poésie préislamique a fait l'objet d'une attention quasi-exclusive de la part des orientalistes arabisants. « La datation précise de leur composition, les variations attestées à l'intérieur d'un même poème, les noms des auteurs, et plus radicalement encore l'authenticité même de ces odes » font partie de ces « problèmes qui resteront peut-être sans réponse irréfragable ».
« Les plus anciens témoignages écrits de poèmes préislamiques étant postérieurs de plusieurs siècles à l’époque à laquelle ces derniers sont censés avoir été composés. » Entre authenticité et inauthenticité, certains auteurs considèrent que « la question de l’authenticité de certains poèmes préislamiques ne peut peut être pas être tranchée (il convient en fait, très souvent, de suspendre le jugement) ». Pour Dye, la question de l'authenticité doit se poser au cas par cas.

### Formes de la qasida
Ibn Qoutayba théorise la qasida au IXe siècle dans l'introduction de son livre La poésie et les poètes. Dans cette anthologie, l'auteur définit la qasida et l'érige en modèle. Cette forme sera commentée par plusieurs commentateurs comme Ibn Rashik.
Il la définit comme étant composée de trois parties, chacune remplissant une fonction précise, liée à des thèmes de préférence : 1) le nasib, un prologue nostalgique où le poète se lamente sur le campement abandonné de la bien-aimée, qu'il renonce à poursuivre ; 2) le rahil, le départ du poète vers la personnalité à laquelle sera adressé le poème ; 3) le gharad, « l'objectif » ou le thème central du poème, surtout panégyrique de la tribu du poète ou de son protecteur, ou bien satire de ses ennemis.
| Structure de base | Thèmes liés |
| ----------------- | --- |
| Nasib             | - Lamentation sur les vestiges du campement - Évocation nostalgique de la bien-aimée - Départ de la bien-aimée avec sa tribu - Réinvestissement par la nature sauvage du camp abandonné |
| Rahil             | - Description du désert - Description des animaux sauvages - Description de la monture (jument ou chamelle) - Sapience                                                                  |
| Gharad            | - Objet-même du poème (louange, satire, jactance, thrène, sapience...) |

Les qasida sont des pièces conventionnelles, possédant une rime et un mètre uniformes. Cette forme fixée a été considérée par des traditions comme une contrainte imposée à certains poètes « paralysés par la tyrannie de la forme ». Cet aspect est à l'origine de doutes sur les structures originales des poèmes, les poètes pouvant, en fonction du contexte, se livrer à des additions, tronquer le poème ou réciter des variantes.
Cependant il faut noter que ce modèle ne se retrouve pas toujours dans la pratique, à commencer par les qasidas les plus admirées par la tradition classique, les Mu'allaqât. On retrouve souvent les trois parties telles qu'elles sont formulées par Ibn Qoutayba, mais les poètes font preuve de liberté quant à l'ordre des thèmes abordés et à l'importance donnée à chaque grande partie. La mu'allaqa de Amr Ibn Kulthum commence par une scène bachique, après laquelle seulement vient le nasib traditionnel.

### Corpus
Plusieurs compilations sont connues :
1- Les Mu‘allaqât
2- Les Mufaddaliyyât
3- Dîwân al-Hamâsa, 
4- Kitâb al-Aghânî, 
5- « La Jamhara des poèmes arabes »
Les premiers érudits irakiens ont théorisé une division des textes en trois périodes : les jahiliyyûn, les mukhadramûn (les poètes se situant entre la période de paganisme et l’aube de l’Islam) et les islâmiyyûn ou islamiques. Cette conception a été réfutée par R. Blachère pour qui cette approche est davantage basée sur des conceptions religieuses que sur des critères historiques et littéraires. L'auteur préfère une distinction sociogéographique entre la poésie nomade et celle du monde sédentaire.

## La qasida persane
La qasida intégra très tôt la poésie persane, dans laquelle elle occupe une place particulière en raison de l'abondante critique littéraire dont elle a fait l'objet. La qasida persane est avant tout un poème lyrique laudatif composé pour une fête princière. Mais les thèmes sont choisis en fonction des circonstances : élégie funèbre, poème pour un jour de victoire ou un tremblement de terre. La critique persane reprend la terminologie de la poésie arabe pour la décrire. La qasida persane est monomètre et monorime, mais présente des différences importantes avec sa cousine arabe.
Du point de vue de la forme, la qasida persane est organisée en distiques, chacun des deux vers comportant deux hémistiches. Théoriquement, le poème doit comporter entre quinze et trente distiques pour être appelé qasida. La rime revient au dernier hémistiche de chaque distique. Chaque vers doit être indépendant des vers voisins par son sens.
On retrouve trois parties dans la qasida persane : 1) l’exorde, qui attire l'attention en abordant les thèmes de l'amour, de la nature et du vin ; 2) l'éloge du prince ou du protecteur (partie centrale du poème) 3) la demande : le poète présente sa requête « à mots couverts ».
Une des qasidas les plus populaires et les plus connues est la Qasida burda (« Poème du manteau ») de Bousiri, qui est inspirée de la qasida éponyme de Kaab Ibn Zuhayr. La tradition rapporte que Kaab récita cette qasida au prophète au moment de sa conversion, pour faire oublier les satires qu'il avait composées sur la communauté musulmane en train de se former. Le prophète l'admira tant qu'il lui offrit son manteau.

## Exemples et postérité
- Les Mu'allaqāt sont l'anthologie la plus célèbre de poésies pré-islamiques[23].  Ces textes sont considérés comme fondateurs pour la poésie classique[7].
- Poème oriental pour la mort de Pouchkine, élégie en forme de qasida du poète azéri Mirza Fatali Akhundov.
- Dans la musique algérienne, les qaca'id sont des poèmes monométriques ou isométriques à rimes uniformes que l'on trouve dans le répertoire musical bédoui (oranais[24] et saharien[25]).